# Bitterskråp
Bitterskråp (Petasites japonicus) är en växtart i familjen korgblommiga växter. 